# Barbara Wien

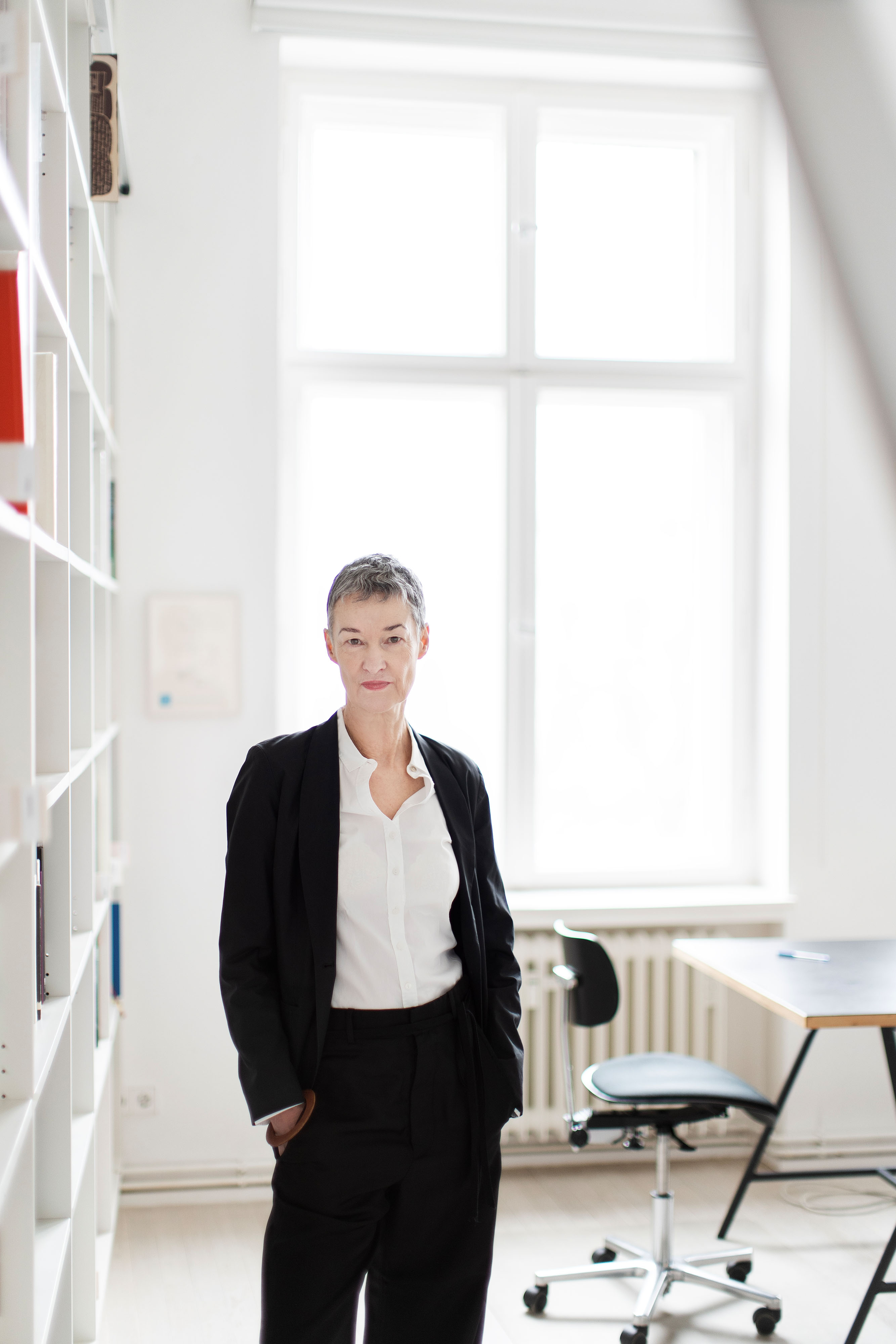
Portrait Barbara Wien 2025 Foto Christian Metzler

Barbara Wien (* 29. November 1953 in München) ist eine deutsche Galeristin, Herausgeberin und Verlegerin von Künstlerbüchern.

## Leben
Barbara Wien studierte Germanistik und Geschichte an der Universität Freiburg im Breisgau und an der Freien Universität Berlin. Von 1978 bis 1985 arbeitete sie als Kunstkritikerin und Redakteurin in Berlin und veröffentlichte in dieser Zeit u. a. Texte zu und Interviews mit Bernhard Johannes Blume, Günter Brus, Ludwig Gosewitz, Dorothy Iannone, Shigeko Kubota, Hermann Nitsch, Nam June Paik, Dieter Roth, Rainer Ruthenbeck, André Thomkins und Arthur Lehning. 
Von 1985 bis 1987 arbeitete sie zusammen mit Dieter Roth in Basel, gründete mit ihm von hier aus Roths Verlagsbüro in Berlin (Savignyplatz) und gab mit ihm u.a. die Zeitschrift für Alles  Nr. 8, 9, 10A & B heraus. Sie arbeitete auch an der Ausstellung Dieter Roth –  Publiziertes und Unpubliziertes mit, die 1987 auf Einladung von Kasper König die Kunsthalle Portikus in Frankfurt am Main eröffnete, und stellte den Katalog zu dieser Ausstellung zusammen.
1988 gründete Barbara Wien in der Berliner Goethestraße 73 eine Galerie und Verlagsbuchhandlung. Das Galerie- und Editionsprogramm entwickelte sie zusammen mit Künstlern verschiedener Generationen, u. a. Jimmie Durham, Hans-Peter Feldmann, Gundi Feyrer, Nanne Meyer, Dieter Roth und Tomas Schmit. 1992 verlegte Barbara Wien den Sitz ihrer Galerie und Verlagsbuchhandlung in die Gleditschstraße nach Berlin-Schöneberg, 1998 in die Linienstraße nach Berlin-Mitte und 2010 ans Schöneberger Ufer in Berlin-Tiergarten. Parallel dazu entwickelte sie ihr Programm weiter und formte aus ihrer Galerie und Verlagsbuchhandlung beiläufig eine international agierende Plattform für konzeptuelle Kunst. 
Barbara Wien vertritt heute die Künstler Georges Adéagbo, Éric_Baudelaire, Nina Canell, Mariana Castillo Deball, Jimmie Durham, Hans-Peter Feldmann, Robert Filliou, Ester Fleckner,  Luca Frei, Ludwig Gosewitz,  Ian Kiaer, Dan Lie, Kim Yong-Ik,  Dave McKenzie, Elisabeth Neudörfl, Peter Piller, Eva von Platen, Václav Požárek, Walter_Price, Michael Rakowitz, Dieter Roth, Tomas Schmit, Shimabuku, Ingrid Wiener und Haegue Yang. Sie nimmt seit 1995 mit ihrer Galerie an internationalen Kunstmessen teil, u. a. Art Basel in Basel, Miami & Hong Kong, Frieze Art Fair London & New York und Arco Madrid.
Neben ihrer Tätigkeit als Galeristin und Verlegerin ist Barbara Wien wiederholt als Herausgeberin hervorgetreten. 1994 veröffentlichte sie die zuvor unveröffentlichten Texte des Fluxuskünstlers Arthur Køpcke, die sich heute im Arthur Køpcke Archiv, Aarhus, befinden. 2002 erschien das von ihr herausgegebene Buch Dieter Roth: Gesammelte Interviews in der Edition Hansjörg Mayer, London, und 2019 unter dem Titel Collected Interviews die englische Übersetzung dieser Sammlung von 36 Interviews, die für die neuere Dieter-Roth-Forschung unverzichtbar sind. 2021 gab sie gemeinsam mit Jenny Graser dann den Katalog zur Ausstellung sachen m a c h e n: Tomas Schmit. Aktion, Zeichnung, Sprache und 2024 gemeinsam mit Marius Babias und Krisztina Hunya den Katalog zur Ausstellung Tomas Schmit. Stücke, Aktionen, Dokumente 1962–1970 heraus. Sie arbeitete hier mit der Berliner Literaturwissenschaftlerin Berit Schuck zusammen. 
Barbara Wien verwaltet seit 2006 den Nachlass des Künstlers Tomas Schmit und hat 2008 das tomas schmit archiv, Berlin, gegründet.

## Künstler der Galerie
Georges Adéagbo, Eric Baudelaire, Nina Canell, Mariana Castillo Deball, Jimmie Durham, Hans-Peter Feldmann, Robert Filliou, Ester Fleckner, Luca Frei, Ludwig Gosewitz, Ian Kiaer, Dan Lie, Kim Yong-Ik, Dave McKenzie, Elisabeth Neudörfl, Peter Piller, Eva von Platen, Václav Požárek, Walter Price, Michael Rakowitz, Dieter Roth, Tomas Schmit, Shimabuku, Ingrid Wiener, Haegue Yang

## Veröffentlichungen (Auswahl)
- Barbara Wien: Weder gehorchen noch befehlen. In: tip-Berlin, Nr. 9, 1983, S. 80–85 (Interview mit Arthur Lehning)
- Dieter Roth: 3 vorläufige Listen – Band 3 der Bibliothek des Angefangenen (zusammengestellt von Barbara Wien). Roth’s Verlag, Basel 1987
- Barbara Wien: John Lennon & Cleopatra. tip-Berlin, Nr. 6, 1989, S. 212–214 (Text über Dorothy Iannone)
- Barbara Wien (Hrsg.): Arthur Køpcke. begreifen erleben – Gesammelte Schriften. Wiens Verlag, Berlin 1994, ISBN 3-9802287-9-7.
- Barbara Wien (Hrsg.): Dieter Roth. Gesammelte Interviews. Edition Hansjörg Mayer, London 2002, ISBN 3-9806837-3-7 (mit einem Nachwort von Barbara Wien und einem Text von Tomas Schmit)
- Barbara Wien: »Das ist die Urwurst.«. In: Johannes Gachnang u. a. (Hrsg.): Dieter Roth – Die Bibliothek (Ausst. Kat. in dt. u. frz. Fassung). Centre Dürrenmatt, Neuchatel 2003, ISBN 2-9700349-6-4, S. 76–80.
- Tomas Schmit: Dreizehn Montagsgespräche. Wiens Verlag, Berlin 2008, ISBN 978-3-9811288-1-9.
- Barbara Wien: »Jetzt ist: Utopie. Das ist wichtig.« In: Regina Wirwoll, Kunststiftung NRW (Hrsg.): Nam June Paik (Energien / Synergien 7). Verlag der Buchhandlung Walther König, Köln 2009, S. 58–69 (Interview mit Name June Paik)
- Barbara Wien, Wilma Lukatsch (Hrsg.): how to write I–VII. Wiens Verlag, Berlin 2013–2015 (mit teils unveröffentlichten Texten von George Brecht, Jimmie Durham, Dieter Roth, Tomas Schmit und Haegue Yang)
- Barbara Wien (Hrsg.): Dieter Roth. Collected Interviews. Edition Hansjörg Mayer, London 2019, ISBN 978-0-500-97096-6 (with an afterword by Barbara Wien and a text by Tomas Schmit)
- Jenny Graser in Zusammenarbeit mit Barbara Wien (Hrsg.): sachen m a c h e n: Zeichnung Aktion Sprache 1970-2006, Katalog zur Ausstellung des Kupferstichkabinetts der Staatlichen Museen zu Berlin in Kooperation mit dem Neuen Berliner Kunstverein (n.b.k.) und dem tomas schmit archiv, Berlin, 15.09.2021 bis 09.01.2022. Hatje Cantz Verlag GmbH & Co. KG, Berlin 2021, ISBN 978-3-7757-1817-2 (mit einem Vorwort von Jenny Graser / Dagmar Korbacher, einem Text von Dorothy Iannone und einem Interview mit Kasper König)
- Marius Babias, Krisztina Hunya und Barbara Wien (Hrsg.): Tomas Schmit. Werke, Texte, Dokumente / Works, Texts, Documents 1962–1970. Reihe n.b.k. Ausstellungen Bd. 26. Verlag der Buchhandlung Walther und Franz König, Köln 2024, ISBN 978-3-7533-3021-19 (mit einem Vorwort von Marius Babias und Krisztina Hunya, teils unveröffentlichten Texten von Tomas Schmit und einem Essay von Kristine Stiles)